# Прадовера (Пјаченца)
Прадовера је насеље у Италији у округу Пјаченца, региону Емилија-Ромања.
Према процени из 2011. у насељу је живело 52 становника. Насеље се налази на надморској висини од 928 м.